# Thomas Summersgill
Thomas Summersgill (Leeds, 1872 - 1951) foi um ciclista inglês que se dedicou ao ciclismo de pista. Competindo como amador, ganhou duas medalhas, uma delas de ouro, aos Campeonatos do mundo de Velocidade.

## Palmarés
- - 1899
  - Campeão de Mundo amador em velocidade individual